# Златко Гргић
Златко Гргић (Загреб, 21. јун 1931 — Торонто, 4. октобар 1988) је био хрватски цртач, аниматор, сценариста и редитељ цртаних филмова и карикатуриста.
Апсолвирао је право и студирао на Вишој новинарској школи. Један је од првака Загребачке школе цртаног филма. У Загреб филму ради од 1951. Од 1957. је цртач и аниматор у филмовима Душана Вукотића, Владимира Кристла и др. Самостално је режирао од 1964. Остварио је више филмова у корежији.
Награђиван је на фестивалима у Њујорку, Кракову, Београду, Лајпцигу, Трсту, Бергому, Мамаји, Берлину, Загребу, Варни и др. Филм „Лутка снова“ био је номинован за Оскара 1979. године.
„Гргић одликује концизан и динамичан цртеж, бриљантна анимација, музикална драматургија гегова и склоност ка апсурдном хумору“ .
Објављивао је карикатуре и повремено стрипове. Стрипови су му објављивани у Плавом вјеснику 1950-их (Загреб), Маслачку (Осијек, 1985), а постхумно у Еро стрипу (Загреб, 1999).

## Важнији филмови
Самостални:
- Посјет из свемира 1964.
- Музикално прасе 1965.
- Ђавоља посла 1965.
- Мали и велики 1956.
- Изумитељ ципела 1967.
- Клизи пузи 1968.
- серија Maxi cat 1971-1976.
- Оптимист и песимист 1974.
- Трио 1975.
- Птица и црвек 1977.
- Пепељуга 1979.

Корежија
- Пети 1964. и Scabies 1970. с Павлом Шталером
- Толеранција 1967. с Бранком Ранитовићем
- Лутка снова 1979. с Бобом Годфријем
- 1971. у Канади с Бобом Годфријем
- 1974. у Канади с Бобом Годфријем

Коаутор:
- серија Професор Балтазар од 1969. са Борисом Коларом и Антом Заниновићем